# Weidekringzwam
De weidekringzwam (Marasmius oreades) is een paddenstoel uit de familie Marasmiaceae. Het is een eetbare soort, die goed te herkennen is aan de brede klokvormige, geelbruine hoed met ver uit elkaar staande lamellen. Het vlees geurt naar vers zaagsel of amandelen.

## Kenmerken
Hoed
De hoed heeft een diameter van 1 tot 5 (6) cm. De vorm is gewelfd, met een brede bult in het midden. De kleur varieert van roze-bruin tot licht geelbruin. De rand is gestreept of gegroefd. De kleur is licht leerachtig bruin tot geel, de kleuren vervagen bij opdrogen. Het oppervlak is licht doorschijnend als het nat is.
Steel
De buigzame taaie steel is tot 10 cm hoog, en 3 tot 5 mm dik en fijn behaard. Gelig aan de bovenzijde en wat bruiner aan de basis.
Lamellen
De lamellen zijn witachtig tot okerachtig crême, breed, en staan ver uit elkaar. Ze staan vrij of zijn smal aan de steel bevestigd. 
Geur
Het blauwzuur dat in de paddenstoel zit, produceert een licht penetrante geur, die ook wordt vergeleken met kruidnagel of bittere amandelen. Ze is om genetische redenen voor een kwart van de bevolking niet waarneembaar.
Sporenprint
De sporenprint is wit.

### Microscopische kenmerken
De sporen van deze paddenstoel zijn elliptisch tot enigszins onregelmatig van vorm en meten 7-10 × 4-6 micron. Ze zijn glad, niet amyloïde en hebben een kleine punt aan het uiteinde. De basidia, die vier sporen dragen, zijn 32-40,2 × 6-8,1 micron en hebben een knotsvormige of stompkegelvormige vorm. Pleurocystidia en cheilocystidia zijn niet aanwezig. De cuticula van de hoed bestaat uit cellen die 20-33 × 3,6-12 micron meten, en ze kunnen cilindervormig, knotsvormig of stompkegelvormig zijn. De hyfen in het tramale weefsel zijn kleurloos of bleekgeel en vertonen zwak dextrinoïde reacties. De schorslaag van de steel is 150-200 micron dik en bestaat uit verstrengelde hyfen met sterk dextrinoïde wanden. Er zijn veel caulocystidia aanwezig, die kleurloos of bleekgeel zijn en sterke dextrinoïde wanden hebben. Gespen zijn aanwezig.

## Habitat
De weidekringzwam komt voor in weilanden en op andere grazige en humusrijke plekken, en staat meestal in groepen of heksenkringen. Ze is zeer algemeen en van mei tot en met november te vinden.

## Verspreiding
De soort komt wereldwijd voor, in Europa, Noord-Amerika, Afrika en Azië. In Nederland en België komt hij zeer algemeen voor. Hij staat niet op de rode lijst en is niet bedreigd.

## Afbeeldingen

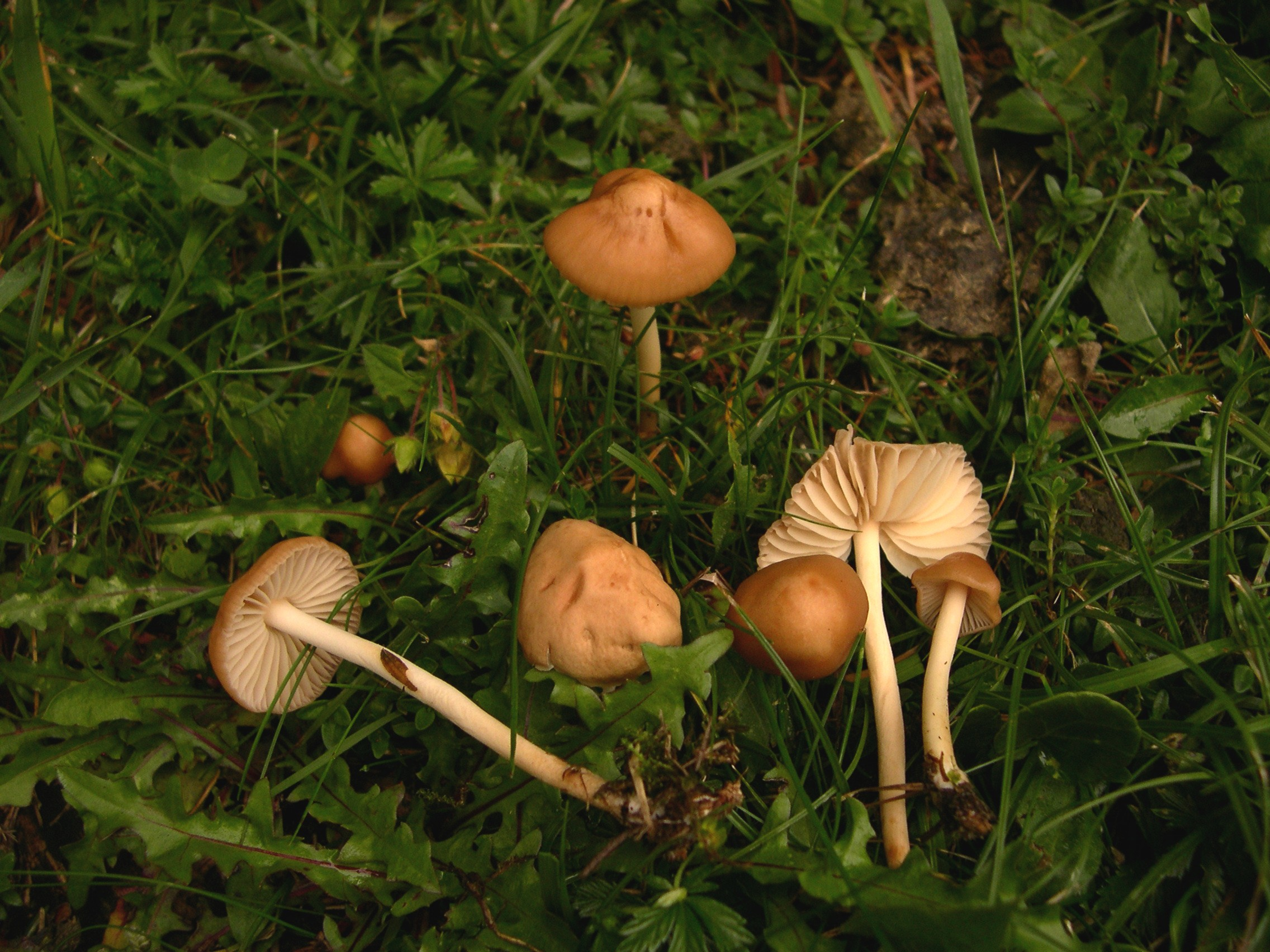
Groepje exemplaren
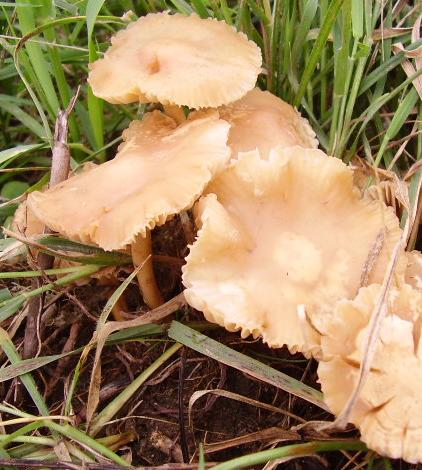
Bovenzijde
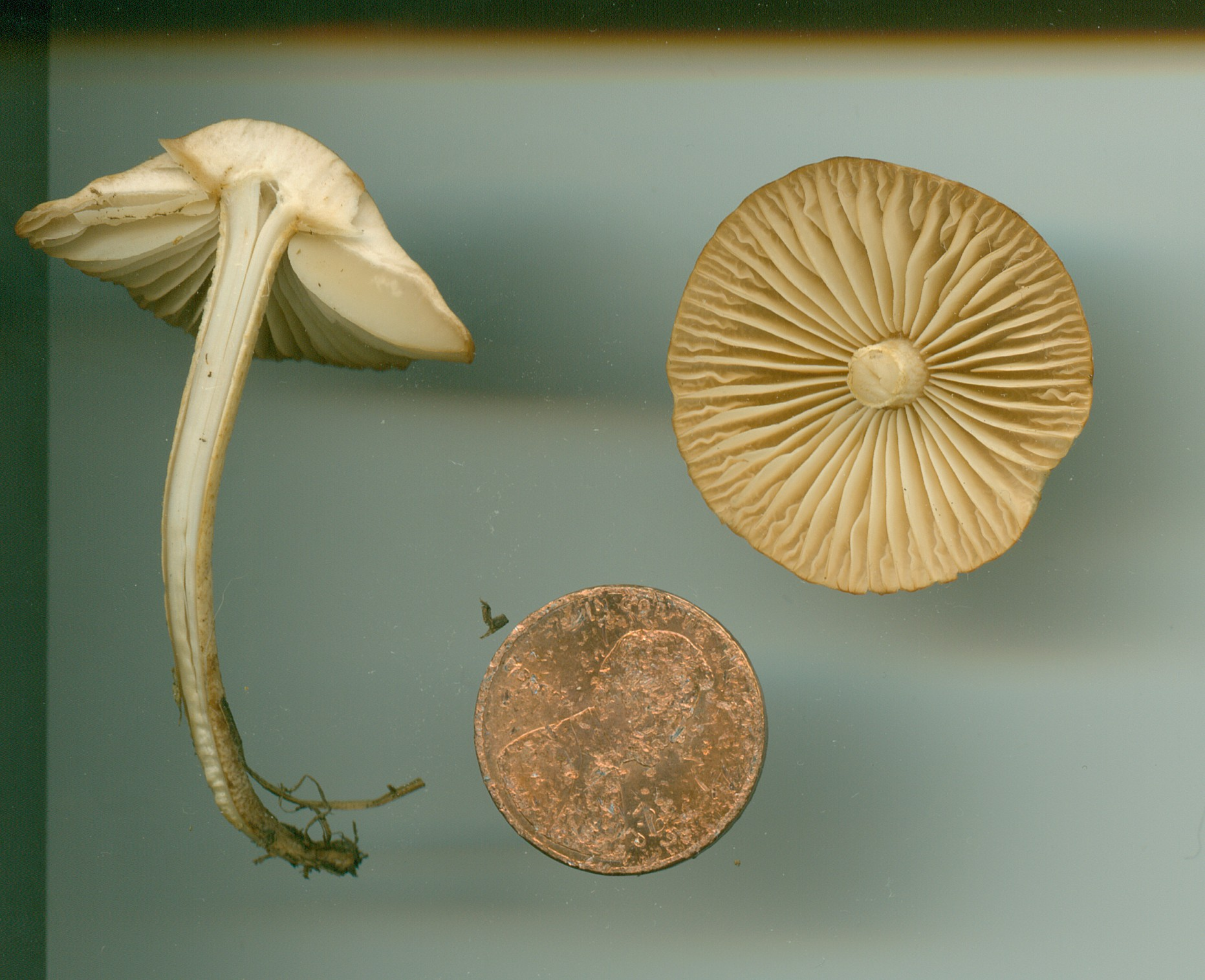
Doorsnede
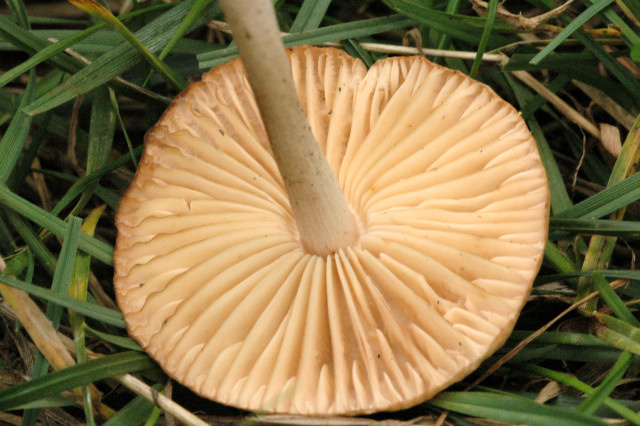
Lamellen
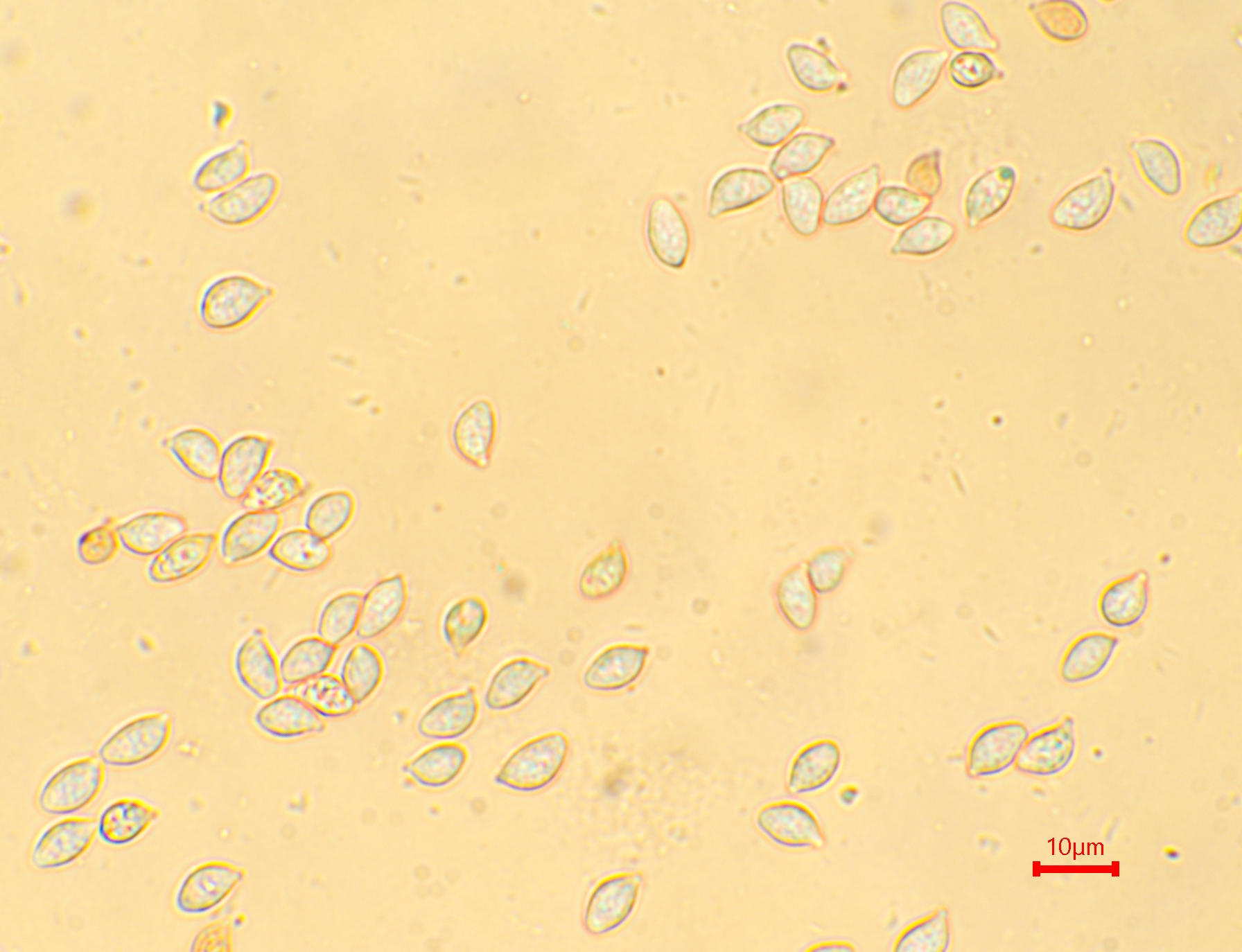
Sporen